# Щербина Володимир Васильович
Володимир Васильович Щербина (6 жовтня 1929, село Розсоше, тепер у складі села Нове Місто Тиврівський район Вінницька область — 17 лютого 2022, місто Броди Львівської області) — господарський діяч, голова колгоспу «Прогрес» села Гаї Бродівського району Львівської області. Герой Соціалістичної Праці (6.09.1973). Депутат Львівської обласної ради.

## Біографія
Народився в багатодітній родині службовця Василя Щербини та домогосподарки Килини Щербини. У родині були ще сестри Лідія, Надія та Галина. Батько з 1947 року працював бухгалтером Буського хмелярського комбінату Львівської області.
Володимир Щербина навчався в Львівському гірничому технікумі. Потім закінчив Луцький педагогічний інститут, здобув спеціальність вчителя біології.
З 1948 року — вчитель біології Висоцької неповної середньої школи Бродівського району Львівської області, вчитель біології Гумниської неповної середньої школи Буського району, директор Боложинівської неповної середньої школи Буського району, директор Чанизької неповної середньої школи Буського району Львівської області. Член КПРС.
З середини 1950-х років — голова колгоспу села Чаниж Буського району Львівської області.
З 1964 року — голова колгоспу «Прогрес» села Гаї Бродівського району Львівської області. Вирощував високі врожаї цукрових буряків, розвивав інфраструктуру села та переробне виробництво (ковбасний цех).
Указом Президії Верховної Ради СРСР від 6 вересня 1973 року за великі успіхи, досягнуті у всесоюзному соціалістичному змаганні і виявлену трудову доблесть у виконанні взятих зобов'язань по збільшенню виробництва і заготівель продуктів тваринництва у зимовий період 1972—1973 років, Володимиру Васильовичу Щербині присвоєно звання Героя Соціалістичної Праці з врученням ордена Леніна та золотої медалі «Серп і Молот».
Підтримав боротьбу за державність України. У 1990 році вийшов із складу КПРС. Відвідав студентське наметове містечко Революції на граніті у жовтні 1990 року, надавав матеріальну допомогу її учасникам.
Після здобуття Україною державності очолював реформоване агропідприємство в селі Гаї Бродівського району Львівської області.
Захоплювався історичною літературою, зібрав велику бібліотеку з рідкісними та старовинними виданнями, мав видання з дарчим написом Олеся Гончара, який відвідав село Гаї, серед уподобань також — автомобільні подорожі, кінологія та фелінологія. Віддавав перевагу національній кухні та кафе в українському стилі, серед улюблених кафе — «Чумацький табір» (тепер — «Вікторія») на Тернопільщині біля траси Львів—Умань, «Надбужанка» поблизу селища Тиврів на Вінниччині. 
Потім — на пенсії в місті Броди Львівської області.

## Родина
Дружина Стефанія Петрівна — педагог, діти: Леся — фармацевт, Ольга — педагог, Олег — лісівник. Двоюрідний брат — Зоренко Володимир Іларіонович (1934-2016) — педагог, ветеран праці, учасник боротьби за державність України в лавах Народного Руху України в 1989—1991 роках і сини двоюрідного брата: Зоренко Юрій Володимирович (нар. 30 червня 1958) — український та польський учений-фізик, доктор фізико-математичних наук, професор Львівського національного університету імені Івана Франка (Україна) та Університету Казимира Великого в Бидгощі (Польща), Зоренко Олег Володимирович (нар. 5 червня 1972) — журналіст, волонтер, блогер, редактор Вікіпедії. Володимир Васильович Щербина особисто сприяв братам Зоренкам у здобутті вищої освіти, виборі навчальних закладів, підтримував їх матеріально. Забезпечив знайомство Юрія Володимировича Зоренка з одним із перших його наукових керівників уродженцем Брідщини, доктором фізико-математичних наук Ярославом Дутчаком.  

## Улюблений вислів
«Гроші не роблять людину щасливою, але вони роблять її вільною».

## Нагороди
- Герой Соціалістичної Праці (6.09.1973);
- три ордени Леніна (6.09.1973);
- медаль «За доблесну працю. В ознаменування 100-річчя з дня народження Володимира Ілліча Леніна» (1970);
- медалі.